# Gustav Bergemann

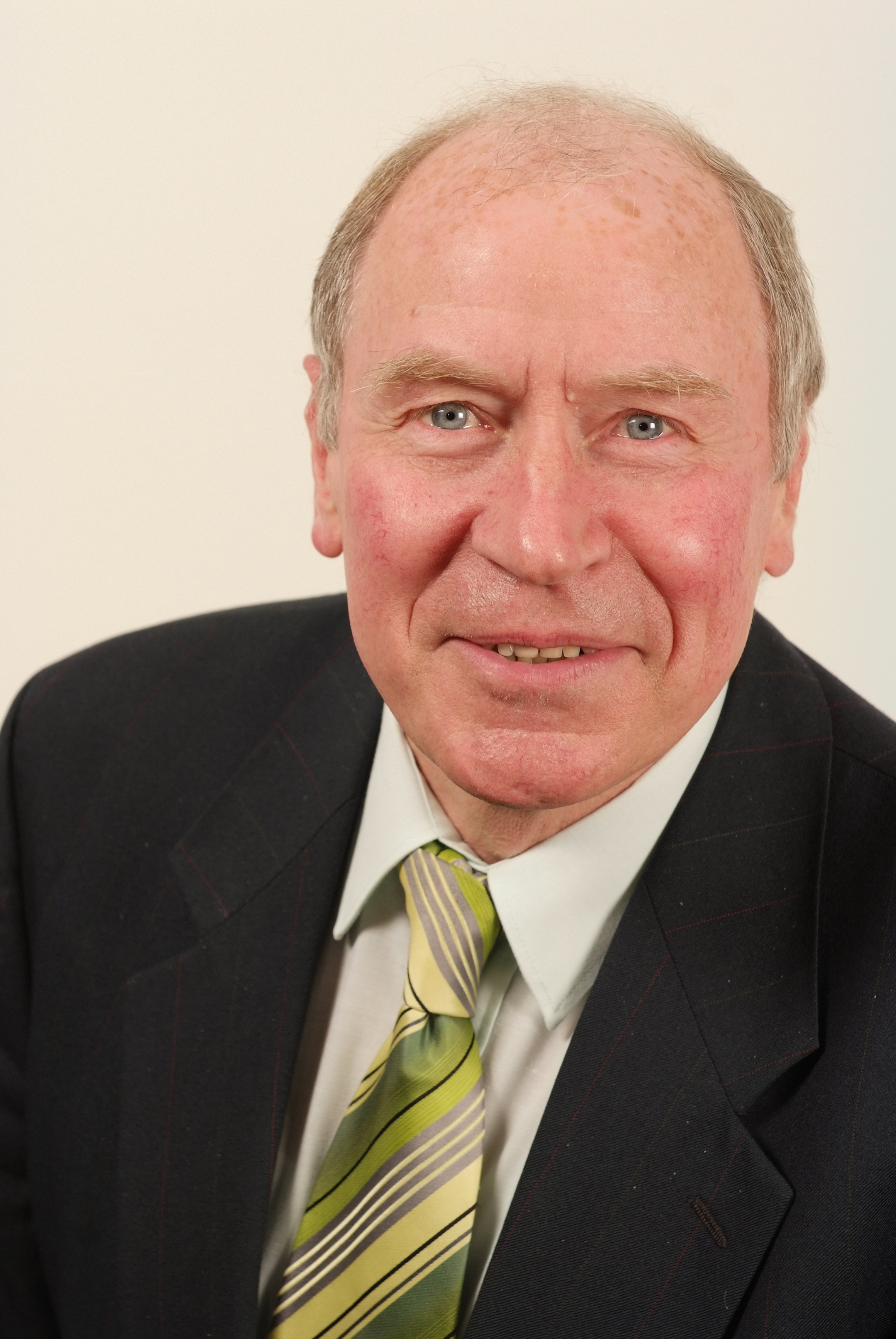
Gustav Bergemann, Mai 2011

Gustav Bergemann (* 3. Oktober 1948 in Bad Sulza) ist ein deutscher Politiker der CDU. Er war von 1999 bis 2014 Mitglied des Thüringer Landtags.

## Leben
Von 1965 bis 1968 absolvierte Bergemann eine Lehre zum Werkzeugmacher. Von 1968 bis 1971 besuchte er die Ingenieurschule für wissenschaftlichen Gerätebau in Jena. Dort schloss er als Diplomingenieur ab. Hiernach war er bis 1990 als Forschungsingenieur im Uhrenwerk Ruhla tätig. Von 1990 bis 1993 war er Vorsitzender des Gesamtbetriebsrates des Uhrenwerkes.
1993 wurde er dann Abteilungsleiter im Thüringer Ministerium für Bundes- und Europaangelegenheiten, eine Position, die er bis 1994 innehatte. Es folgte von 1995 bis 1999 eine Stellung als Abteilungsleiter in der Staatskanzlei Thüringens.

## Politik
1999 wurde er in den Thüringer Landtag gewählt. Neben seiner Tätigkeit dort ist er Landesvorsitzender der Christlich-Demokratischen Arbeitnehmerschaft (CDA) und stellvertretender Bundesvorsitzender der CDA seit 1995. Mitglied des CDA-Bundesvorstandes ist er seit 1990. Er gehört dem CDU-Landesvorstand der CDU in Thüringen an und ist Stadtrat in Ruhla. Nach der Landtagswahl 2014 ging er in den Ruhestand.